# 汉斯·约尔丹
汉斯·约尔丹（德語：Hans Jordan，1892年12月27日－1975年4月20日）是二战期间的一位德軍將領。他是纳粹德国橡叶剑骑士铁十字勋章的获得者。
二战期间，他最初以上校身份指挥第49步兵团参加西線战役，1940年6月5日被授予骑士铁十字勋章。1941年6月起随中央集团军群第49步兵团参加对苏战争。1941年10月，约尔丹晋升为少将并任第7步兵师师长。1942年，他晋升为中将，并担任步兵上将，指挥第6軍。由于他的军团在1942年1月16日，在莫斯科戰役，约尔丹获得了橡叶骑士十字勋章。1942年和1943年，他率领军团指挥了勒热夫战役和维捷布斯克保卫战。
1944年4月20日，约尔丹获得橡叶帶剑骑士铁十字勋章。随后，1944年5月20日，德国陆军最高司令部将第9集团军的指挥权交给了他。1944年6月22日，苏军发动巴格拉季昂行动，在行动初期，罗科索夫斯基指挥的白俄罗斯第1方面军北翼袭击了约尔丹第9集团军在博布鲁伊斯克以南和北部的防御阵地。由于苏联军队的人数优势，约尔丹无法阻止其凌厲的攻勢。1944年6月27日下午，蘇軍宣布包圍了博布鲁伊斯克。
1944年6月26日，希特勒解除了约尔丹第9集团军司令的职务，任命尼古拉斯·冯·沃尔曼中将为他的继任者。约尔丹随后被调往元首预备队，直到1945年才在意大利南蒂罗尔的C集团军群中获得一个参谋职位。当年5月在那里他被盟军俘虏，并于1947年获释。